# Vaterpolo klub Budvanska rivijera

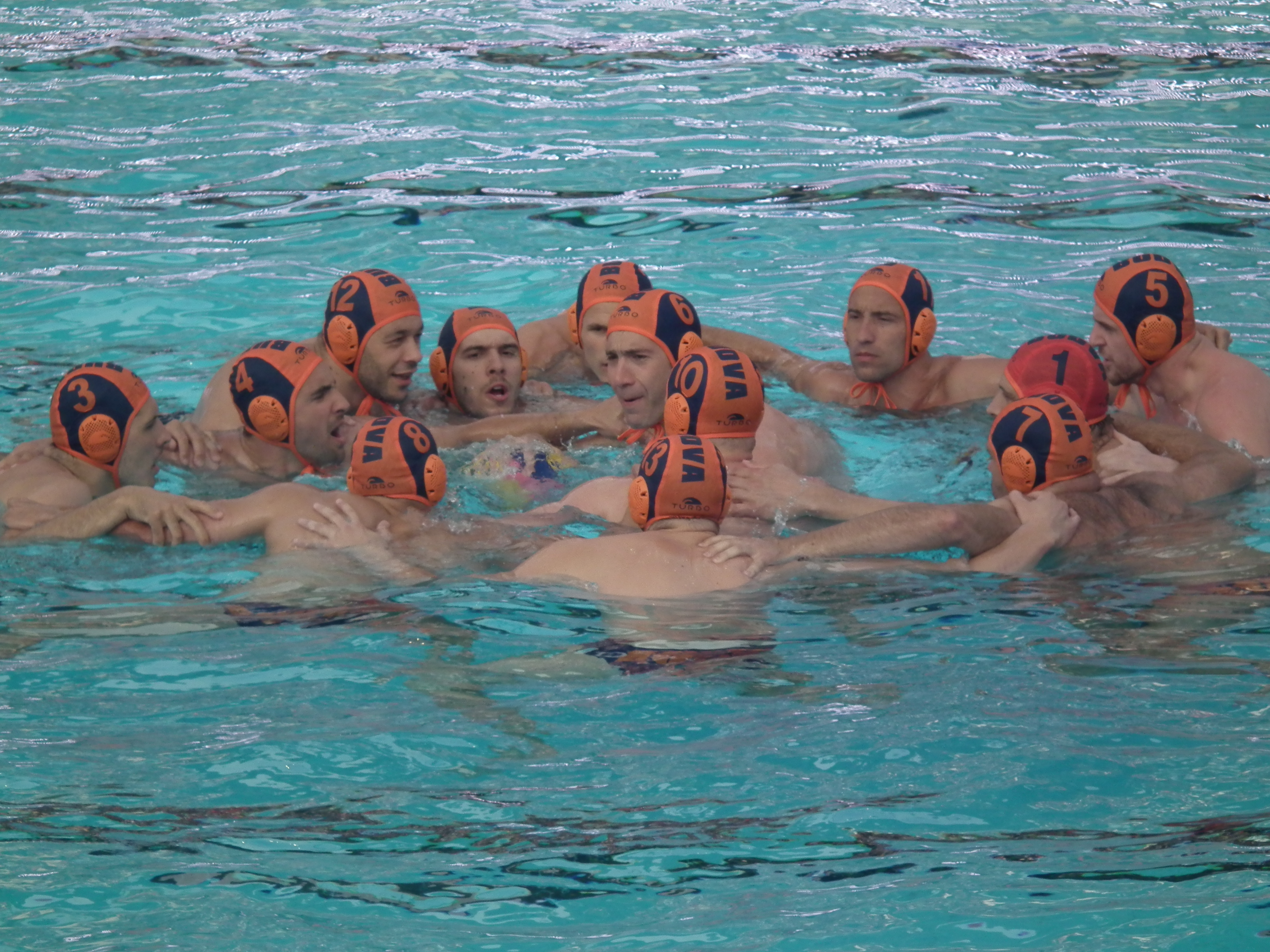
Vaterpolo kluba Budva

El Vaterpolo kluba Budva es un club polideportivo montenegrés en la ciudad de Budva.
Entre los deportes que se practican en el club está el waterpolo.

## Historia
Se funda en 1930.
Su mayor logro es ganar la Copa de Montenegro de waterpolo masculino en 2008.

## Palmarés
- 1 vez ganador de la Copa de Montenegro de waterpolo masculino
- 1 vez ganador de la liga de Montenegro de waterpolo masculino (2011)